# Manifestazione

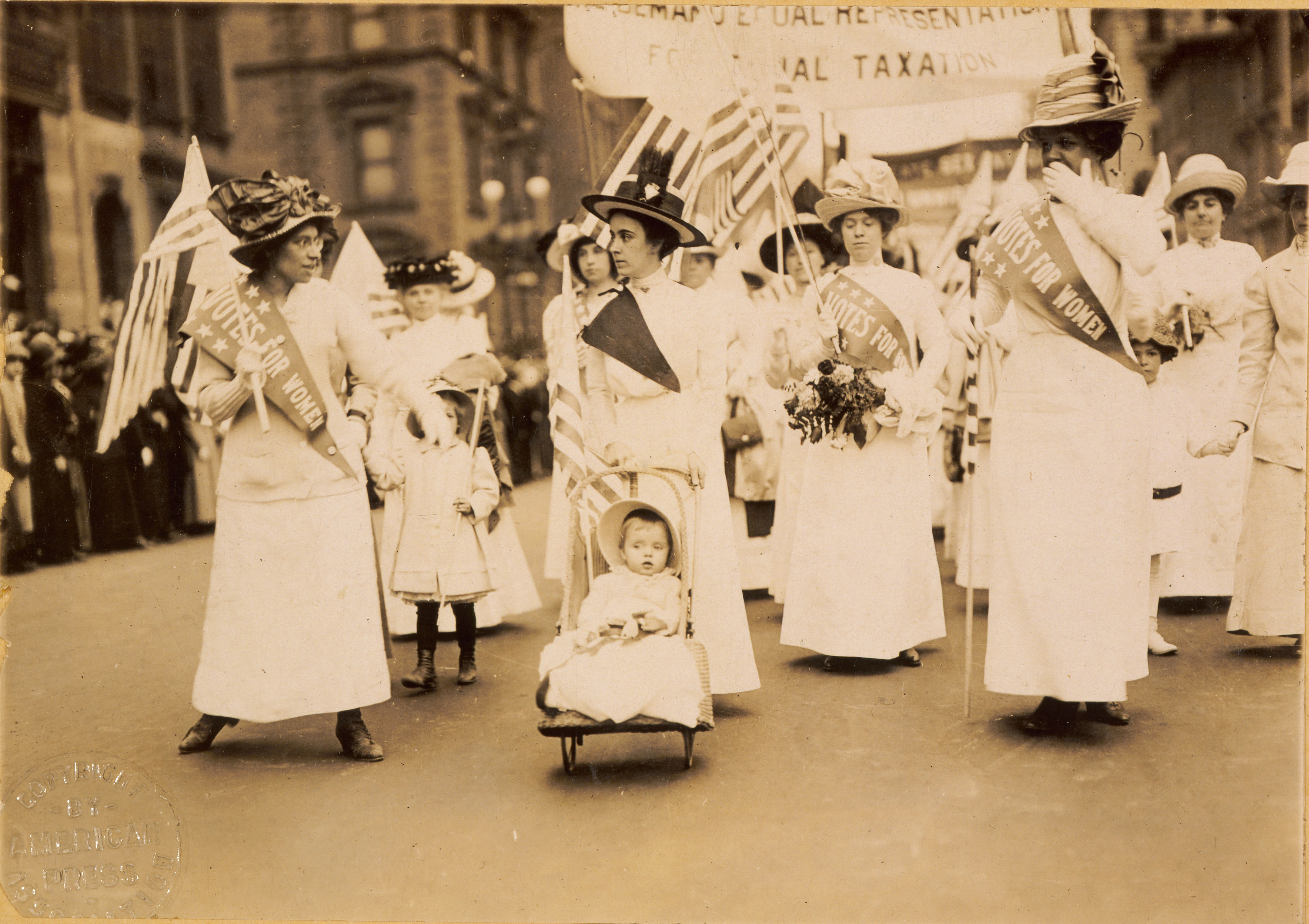
Manifestazione a favore del suffragio universale, New York, 4 maggio 1912

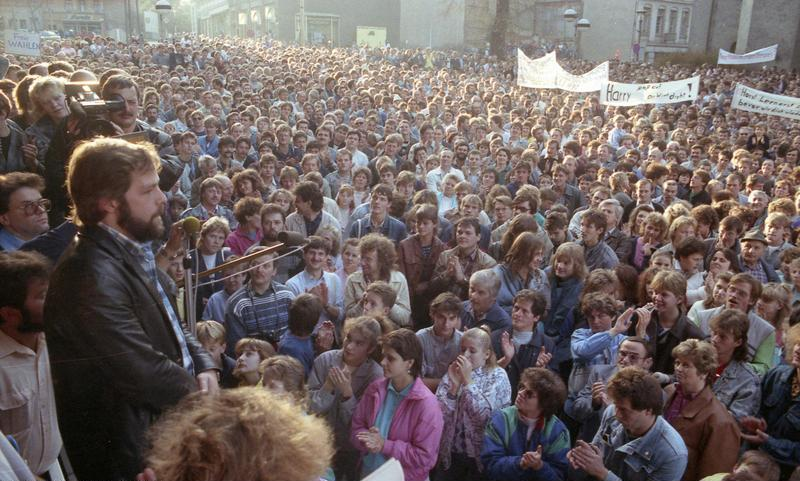
Manifestazioni del lunedì (1989–1991) che hanno aiutato ad abbattere il Muro di Berlino.

Una manifestazione (o protesta) è l'esposizione della opinione comune di un gruppo di persone. Sono una forma di attivismo che solitamente si svolgono per mezzo di persone che si riuniscono insieme. In questo modo, l'opinione che si vuole manifestare prende significato grazie alla moltitudine di persone che sono d'accordo con essa e si radunano per dimostrarlo visivamente.
Sono di solito utilizzate per mostrare un punto di vista (sia positivo che negativo) a proposito di un problema pubblico, specialmente a proposito di reclami o diseguaglianze sociali. Una manifestazione solitamente viene considerata di maggior successo se vi partecipa un maggior numero di persone. Argomenti per manifestare riguardano spesso la politica, l'economia e i problemi sociali.
L'art. 17 della Costituzione consente solo riunioni pacifiche e senz'armi.

## Caratteristiche

### Tipi di manifestazioni

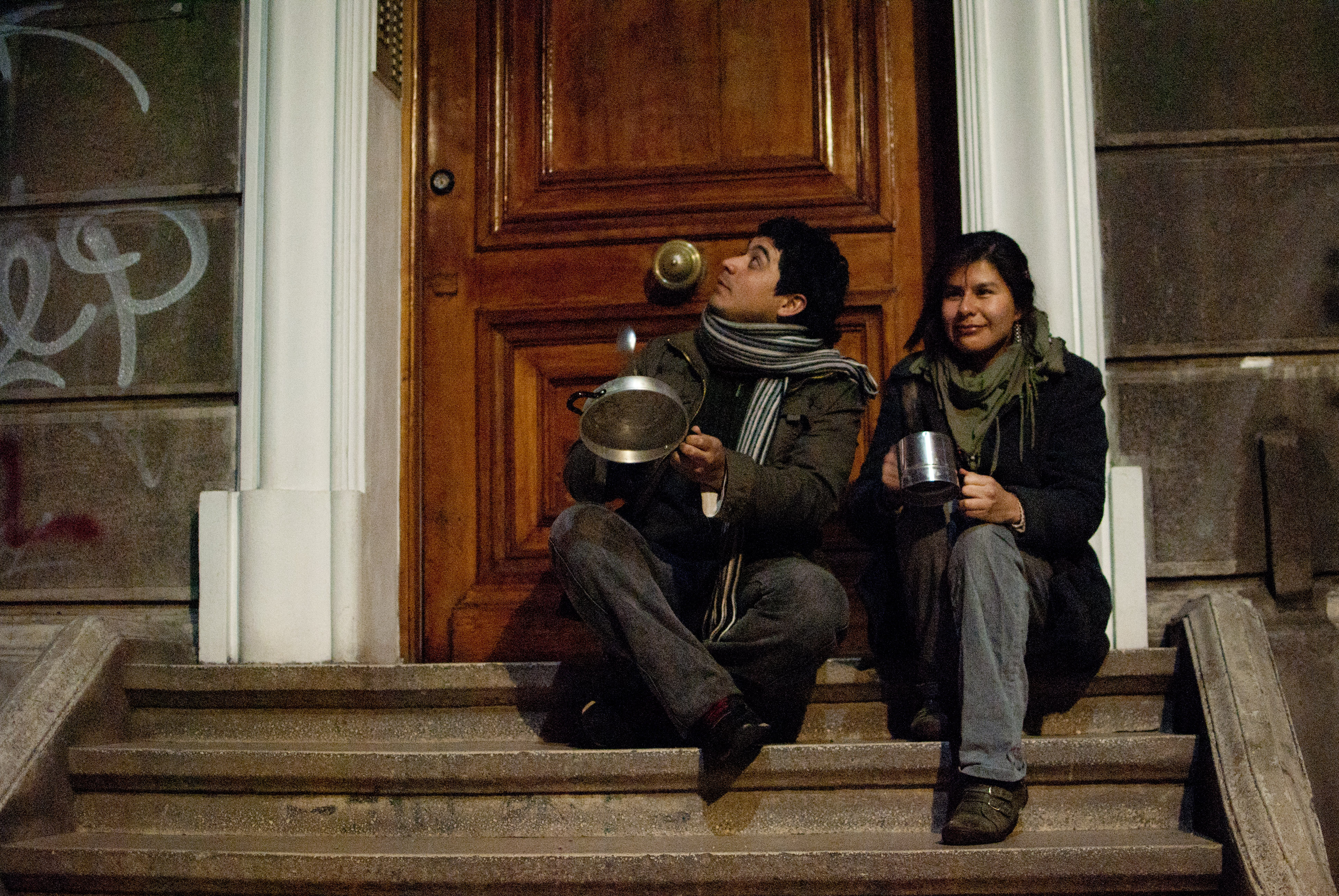
Partecipanti a un cacerolazo durante le proteste degli studenti cileni nel 2011

Ci sono diversi tipi di manifestazioni, che si differenziano per elementi ben precisi:
- Marcia (o parata e corteo), dove un gruppo di persone cammina partendo da un luogo per arrivare ad un altro.
- Discorso, dove le persone si radunano per ascoltare un discorso.
- Occupazione, dove le persone occupano una zona prescelta.
- Manifestazioni rumorose corali, come il cacerolazo di area linguistica ispanica, in cui protesta o dissenso si esprimono attraverso l'emissione pubblica di rumore: la partecipazione a queste manifestazioni può svolgersi coralmente dagli spazi dei domicili privati (finestre, balconi, giardini,...), senza richiedere necessariamente assembramenti o cortei.

### Date e luoghi
A volte le date scelte per le manifestazioni hanno un significato storico o culturale, come l'anniversario di qualche evento che è collegato all'argomento della manifestazione.
Anche i luoghi sono spesso scelti in base al problema che si vuole esporre nella manifestazione. Per esempio, se una manifestazione ha come obiettivo i problemi collegati a una nazione straniera, avrà luogo in un posto collegato con quella nazione, come l'ambasciata della nazione in questione. 
Un'altra importantissima manifestazione indetta dalla CGIL il 23 marzo 2002 sempre a Roma ha radunato oltre tre milioni di persone (secondo gli organizzatori) o 700 000 (secondo la Questura).
In questi casi è stata scelta la capitale per simboleggiare il pensiero dell'intero paese.

### Manifestazioni violente
Alcune manifestazioni possono sconfinare, almeno parzialmente, in rivolte o violenze di gruppo contro beni privati come autovetture e negozi, oppure contro la polizia. Le forze di polizia o le autorità militari impegnate per arginare questi episodi (cosiddette operazioni dette di "ordine pubblico") sono dotate di uno specifico equipaggiamento composto da casco, scudo in policarbonato o altri materiali leggeri, altre protezioni (quali guanti rinforzati, parastinchi ecc.) e dallo sfollagente (o altre armi simili come il tonfa). Durante queste operazioni spesso viene fatto uso di granate lacrimogene, di idranti o altre armi come proiettili di gomma e spray al peperoncino. Nei casi di sommosse di grave entità e di scontri violenti con gli stessi organi di polizia si arriva ad utilizzare anche le armi da fuoco. 

## Autorizzazioni connesse a manifestazioni
In Italia, il diritto di manifestare pubblicamente è soggetto a delle autorizzazioni di tipo amministrativo, che variano a seconda delle tipologie di manifestazione. Manifestazione, volantinaggio, presidio fisso (cd. banchetto). Queste sono, il Preavviso di pubblica manifestazione ai sensi dell'art. 18 del T.U.L.P.S. n.773/1931, indirizzato alla Questura della città ove si svolge la manifestazione, e la Richiesta di concessione di occupazione di suolo pubblico indirizzata al Comune o alla Municipalità, nelle grandi città, dove si svolge il presidio fisso.
Se il codice Rocco ha subito ripetute riforme nel dopoguerra in merito al processo penale e ai poteri delle forze di polizia, la normativa in materia di ordine pubblico è rimasta quella del TULPS del 1931. Il questore ha la facoltà di imporre delle prescrizioni in ragione del tipo di protesta, della giornata e del contesto. Il mancato rispetto delle prescrizioni del questore riguardo alla manifestazione non ha rilevanza nel codice penale italiano ed è soggetto ad una sanzione amministrativa di 516 euro, né esiste un reato specifico per il comportamento che si configura durante la manifestazione, ad eccezione del divieto di indossare caschi o elementi che non permettano l'identificazione.
Sono esempi di prova certa per determinare una responsabilità penale personale: un filmato, una testimonianza, la flagranza di reato.

### Devastazione e saccheggio
Raramente applicato nel dopoguerra, l'art. 419 del codice penale punisce i reati devastazione e saccheggio che consente di infliggere condanne dagli 8 ai 15 anni. Le condotte di devastazione e saccheggio non sono compiutamente definite nel codice e questo dà luogo a qualche divergenza interpretativa. Tuttavia devono essere, per dimensioni e allarme sociale, più gravi delle semplici condotte di danneggiamento e di furto (previste dagli artt. 635 e 624 c.p.). La Corte costituzionale non ha ancora avuto modo di pronunciarsi sull'art. 419 c.p. (probabilmente per l'estrema difficoltà di scorgere un principio costituzionale che giustifichi condotte così violente). Atti aggressivi o vandalici verso cose mobili o immobili e/o persone da parte di più individui in un unico contesto, identificabili o meno, non sono sufficienti a configurare il reato di devastazione e saccheggio, ma occorre che tali atti diano luogo ad una molteplicità indiscriminata di distruzioni tale da incidere direttamente, menomandolo, sull'ordine pubblico (Cass. penale sez. I 17 marzo 2010 n. 18511), con una valutazione a discrezione del giudice. Oggetto della sentenza era la partecipazione accertata ad un tentativo di assalto ad una caserma della polizia, con danneggiamenti di autovetture in sosta, arredi urbani ed altro, incluso l'incendio di un automezzo della polizia, non avvenuto nello specifico contesto spazio-temporale nel quale gli imputati, secondo la contestazione loro mossa, avevano operato.
Non rientrano in linea teorica nel perimetro del reato nemmeno gli atti vandalici commessi dal singolo in luogo distante dal contesto della manifestazione e oggetto di turbativa dell'ordine pubblico.
L'art. 17 della Costituzione consente solo le manifestazioni pacifiche e senz'armi e questa è la fondamentale ragione per la quale sono vietati gli atti di violenza durante le manifestazioni. Per questo alcuni estremisti politici si ritengono vittime della repressione e reclamano la depenalizzazione del reato di devastazione e saccheggio, in nome di un asserito diritto al conflitto.

### Violazione dei beni mobili
Gli artt. 633, 633 bis e 634 del codice penale puniscono chi con minaccia o violenza turba l'altrui pacifico possesso di cose immobili, ovvero attua un'Invasione di terreni o edifici. La violazione della proprietà e/o del pacifico possesso di altrui beni mobili (automobili, arredo urbano, mezzi delle Forze dell'Ordine, ecc) ricade sotto i reati di furto e appropriazione indebita (artt. 624 e ss. e 646 c.p.).

### Reato di tortura
L'art. 608 c.p. limita per le Forze di Polizia le misure di rigore verso cittadini che già si trovano in stato di fermo o di arresto. Gli artt. 581, 582 e 612 prevedono pene fino ad un massimo di tre anni per i cittadini che procurano ad altri minacce, lesioni, danno ingiustificato, con conseguenze fisiche o psichiche: si applicano per atti commessi da cittadini verso altri cittadini, o avverso le Forze di Polizia (in concorrenza col reato di resistenza al pubblico ufficiale). Se il reato è commesso da un pubblico ufficiale con abuso della sua qualità o delle sue funzioni è previsto un aumento di pena (art. 61, n.9, c.p.) ed è previsto in certi casi il reato di abuso d'ufficio (art. 323 c.p.), ma è assai difficile che tali reati vengano perseguiti nei fatti.
Nel luglio del 2017 il Parlamento italiano ha approvato la legge 110/2017, entrata in vigore il 18 luglio 2017, che inserisce il reato di tortura nel codice penale (art. 613 bis). La legge è stata criticata per alcune lacune, in particolare per una definizione di tortura troppo restrittiva e garantista verso le forze dell'ordine.

## Galleria d'immagini

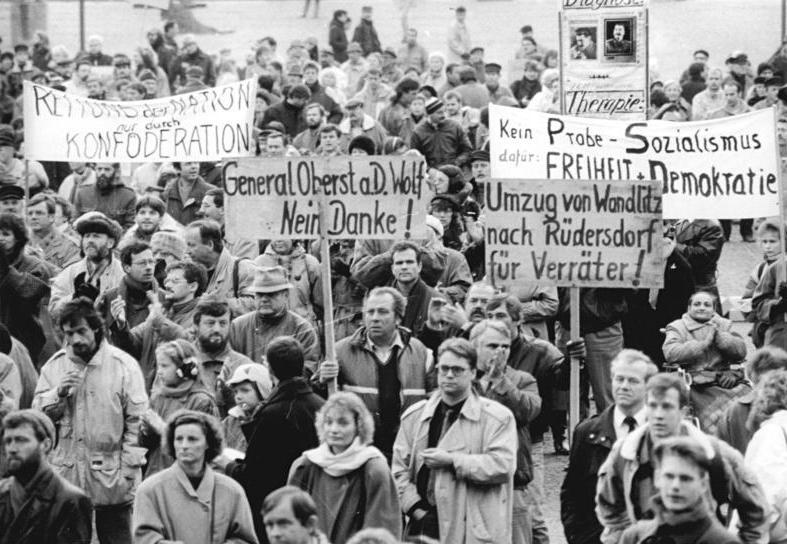
Manifestazione a Berlino, nel 1989
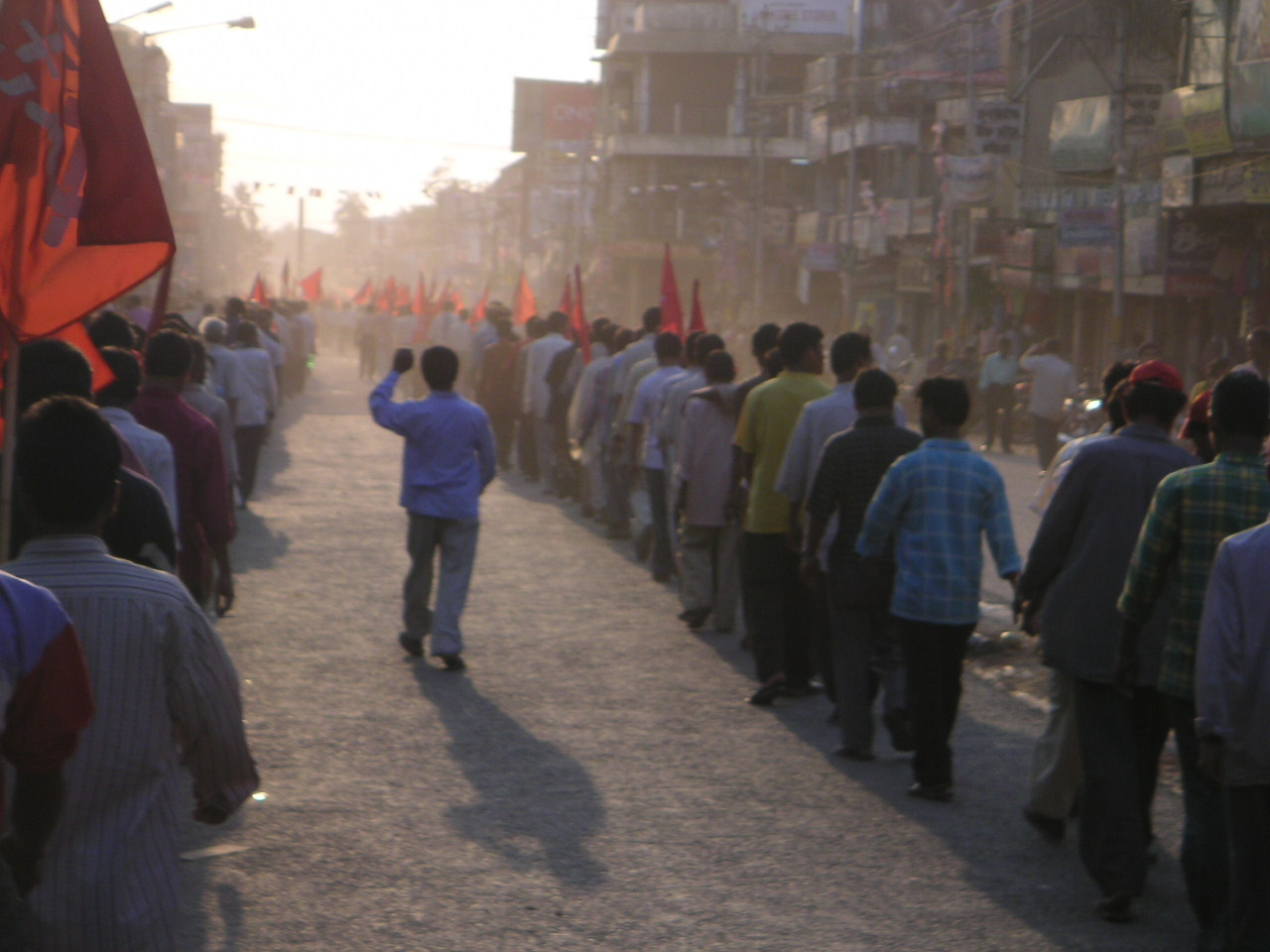
Manifestazione a Tripura, in India
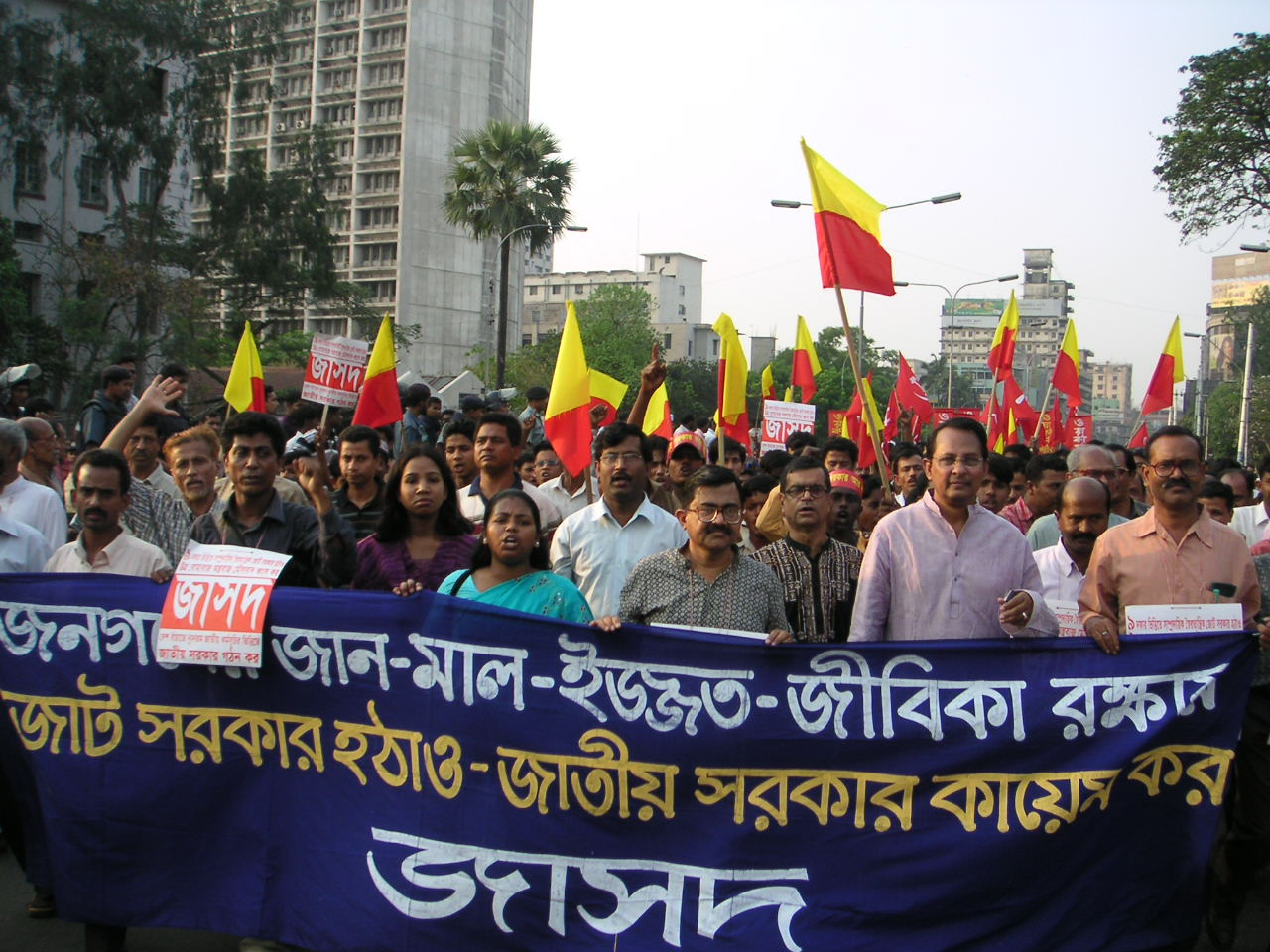
Manifestazione a Dacca, in Bangladesh
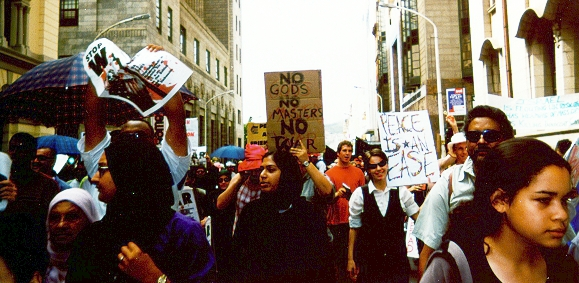
Manifestazione del 15 febbraio 2003 a Città del Capo, in Sudafrica
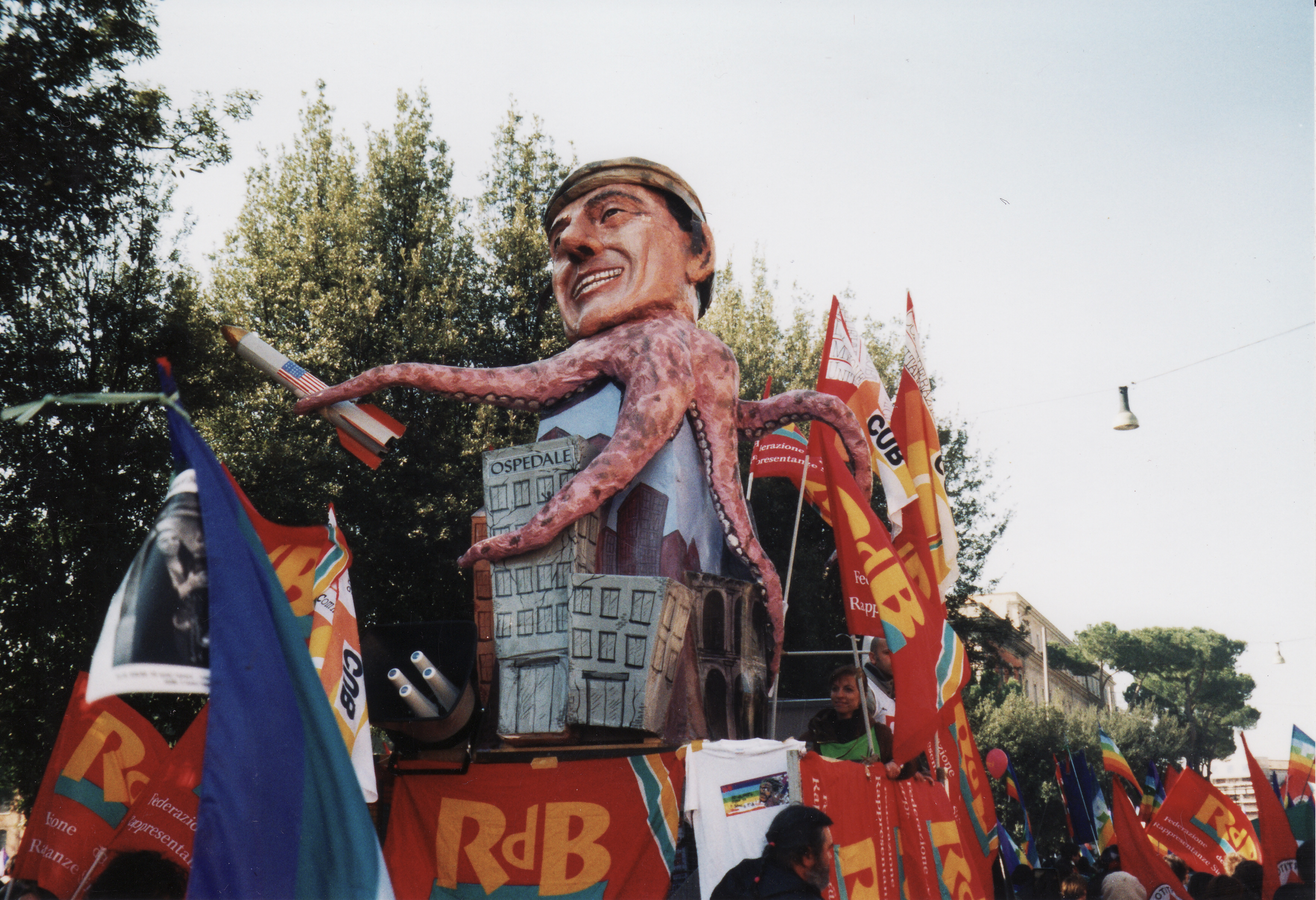
Manifestazione del 15 febbraio 2003 a Roma
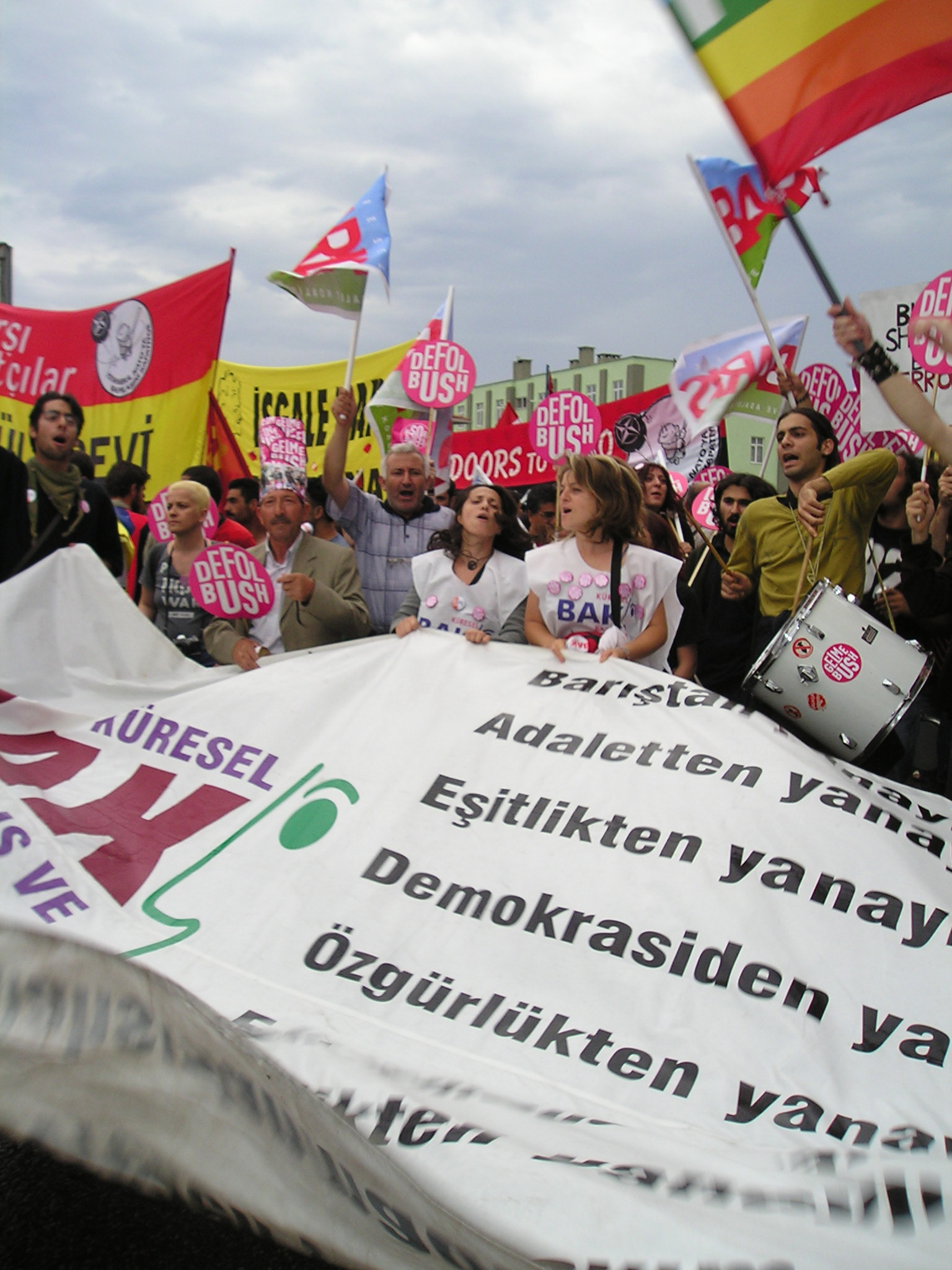
Manifestazione a Istanbul, in Turchia
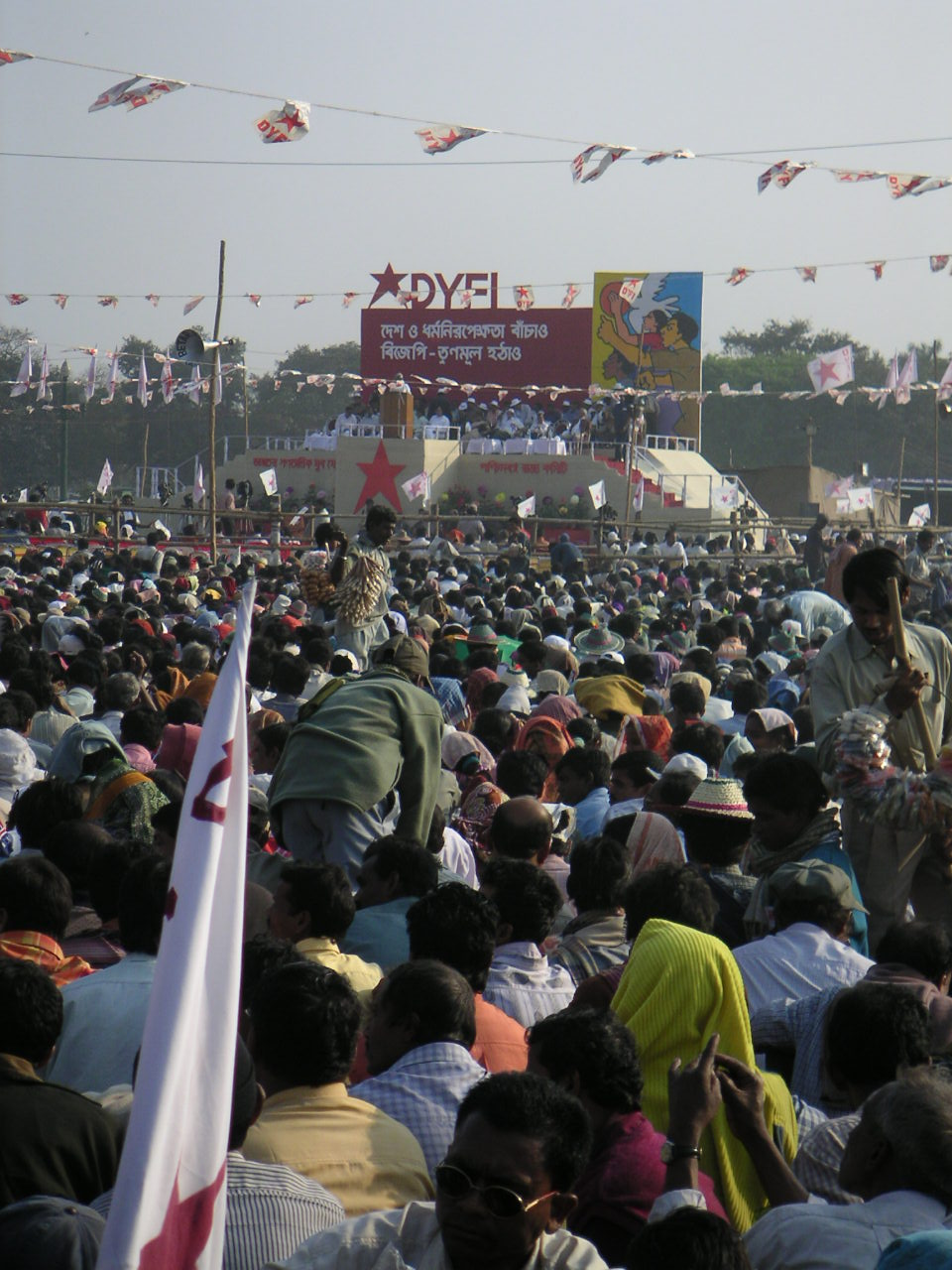
Manifestazione a Calcutta, in India
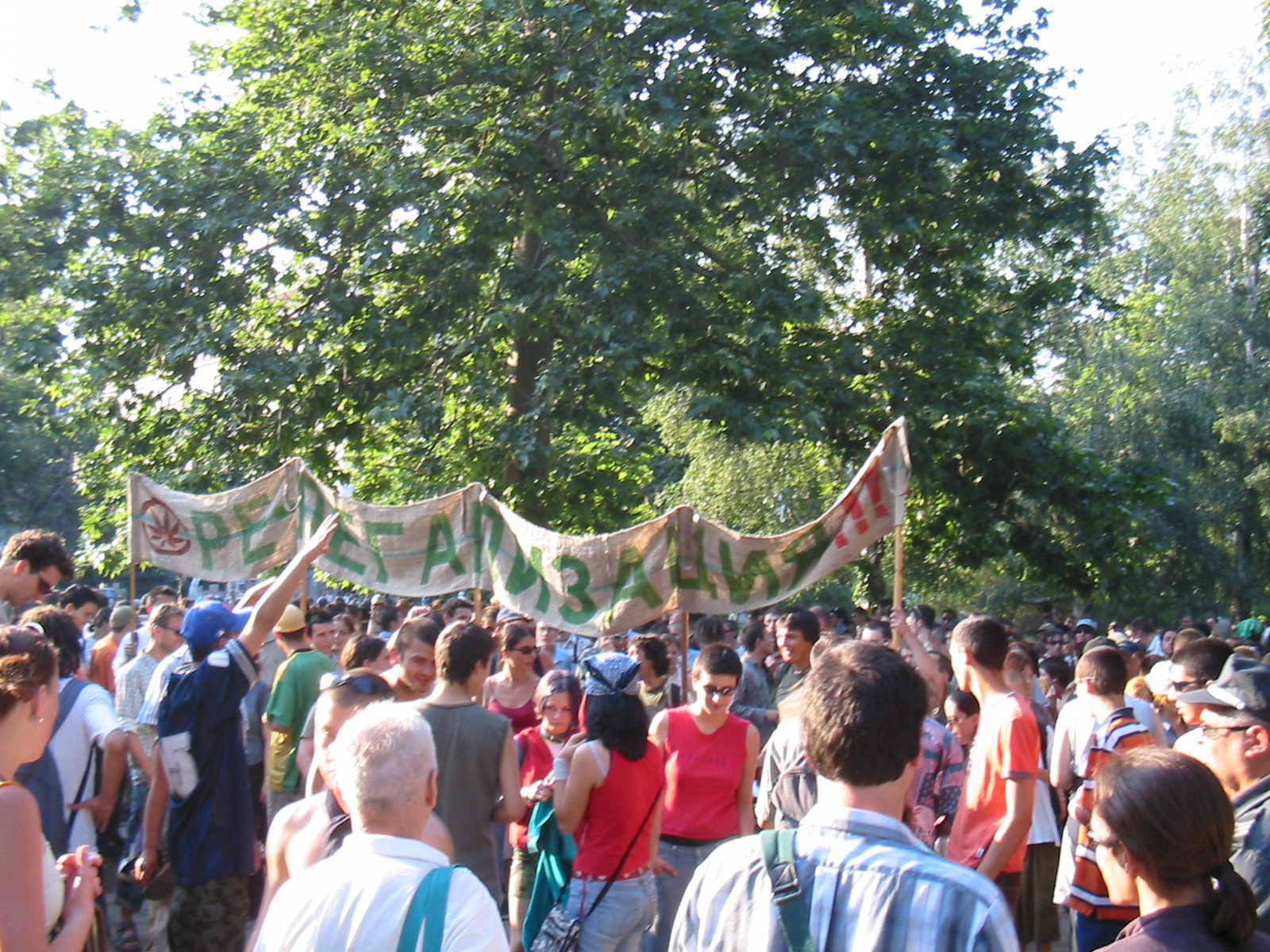
Manifestazione a Sofia, in Bulgaria
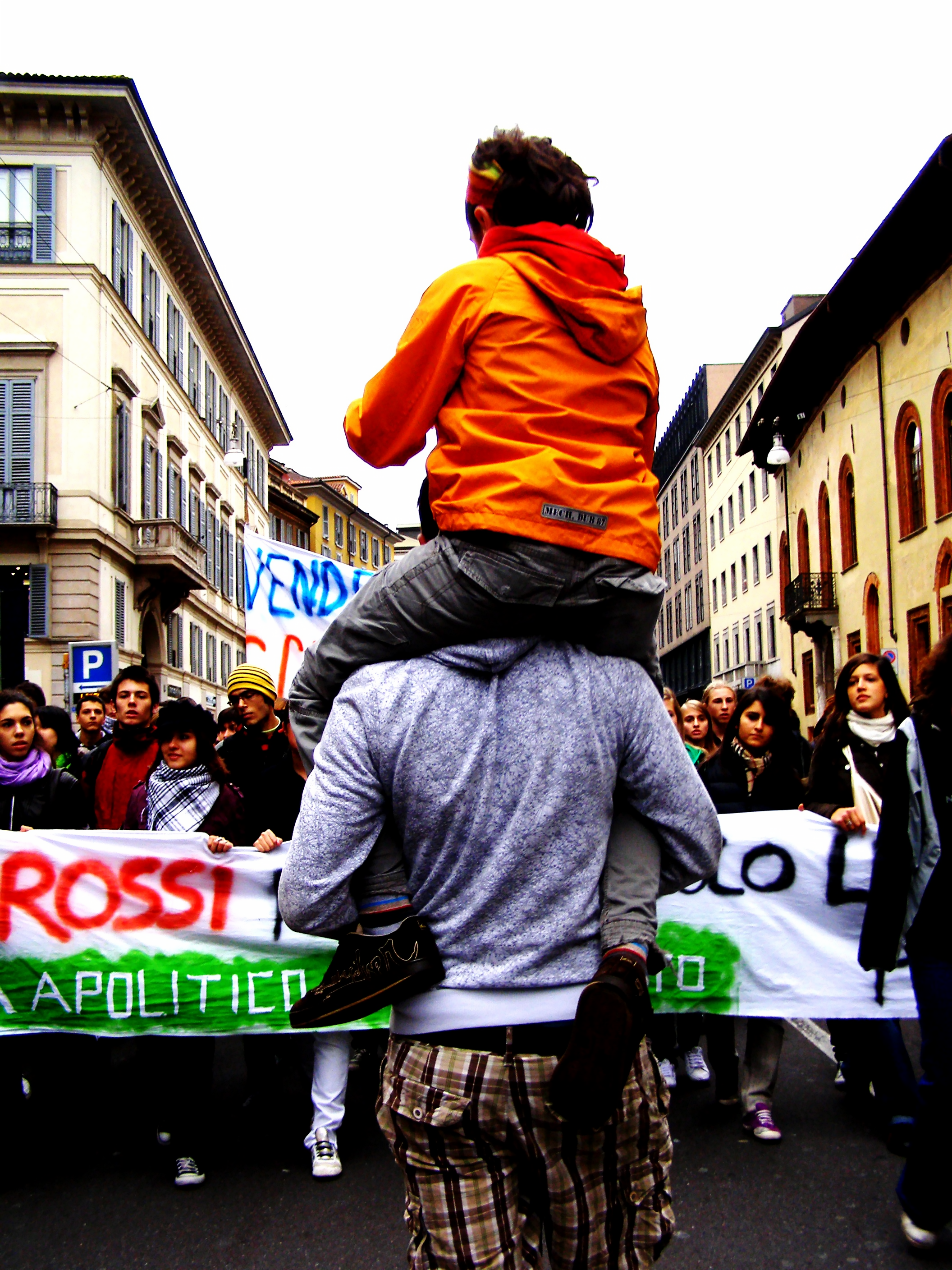
Manifestazione studentesca del 30 ottobre 2008, Milano